# Gradište (Bela Palanka)
Pour les articles homonymes, voir Gradište.
Gradište (en serbe cyrillique : Градиште) est un village de Serbie situé dans la municipalité de Bela Palanka, district de Pirot. Au recensement de 2011, il comptait 8 habitants.

## Démographie
| 1948 | 1953 | 1961 | 1971 | 1981 | 1991 | 2002 | 2011 |
| ---- | ---- | ---- | ---- | ---- | ---- | ---- | ---- |
| 541  | 517  | 392  | 234  | 174  | 98   | 65   | 8    |

|  |